# Ludvig Jansson
Ludvig Gösta Hans Jansson, född 27 december 2003 i Stockholm, är en svensk professionell ishockeyspelare. Hans moderklubb är Flemingsbergs IK.
Från och med säsongen 2025/2026 tillhör han Florida Panthers organisation i National Hockey League.